# Ilhéu de Baixo - Restinga Ilha Graciosa
Ilhéu de Baixo - Restinga Ilha Graciosa este o arie protejată (arie specială de conservare — SAC, sit de importanță comunitară — SCI) din Portugalia întinsă pe o suprafață de 243,67 ha, din care 87 % marine.

## Localizare
Centrul sitului Ilhéu de Baixo - Restinga Ilha Graciosa este situat la coordonatele 39°00′50″N 27°57′00″W / 39.0139°N 27.95°V.

## Înființare
Situl Ilhéu de Baixo - Restinga Ilha Graciosa a fost declarat sit de importanță comunitară în iunie 1995 pentru a proteja 4 specii de plante și 17 specii de animale. Situl a fost protejat și ca arie specială de conservare în iunie 2009.

## Biodiversitate
Situată în ecoregiunile  și marină macaroneziană, aria protejată conține 6 habitate naturale: Golfuri mici largi și golfuri puțin adânci, Recifuri, Vegetație anuală la limita mareei, Vegetație perenă pe țărmurile stâncoase, Faleze cu floră endemică de pe coastele macaroneziene, Peșteri marine scufundate complet sau parțial.
La baza desemnării sitului se află mai multe specii protejate:
- plante (4): Azorina vidalii, Erica scoparia subsp. azorica, Myosotis maritima, Spergularia azorica
- păsări (15): stârc cenușiu (Ardea cinerea), pietruș (Arenaria interpres), Bulweria bulwerii, Calidris alba, Calonectris diomedea, prundăraș de sărătură (Charadrius alexandrinus), egretă mică (Egretta garzetta), Larus marinus, pescăruș râzător (Larus ridibundus), Numenius phaeopus, Oceanodroma castro, Pterodroma feae, Puffinus assimilis, Sterna dougallii, chiră de baltă (Sterna hirundo)
- mamifere (1): delfin mare (Tursiops truncatus)
- reptile (1): Caretta caretta

Pe lângă speciile protejate, pe teritoriul sitului au mai fost identificate 13 specii de plante, 8 specii de păsări, 1 specie de mamifere, 9 specii de nevertebrate, 9 specii de pești.